# 리저우구

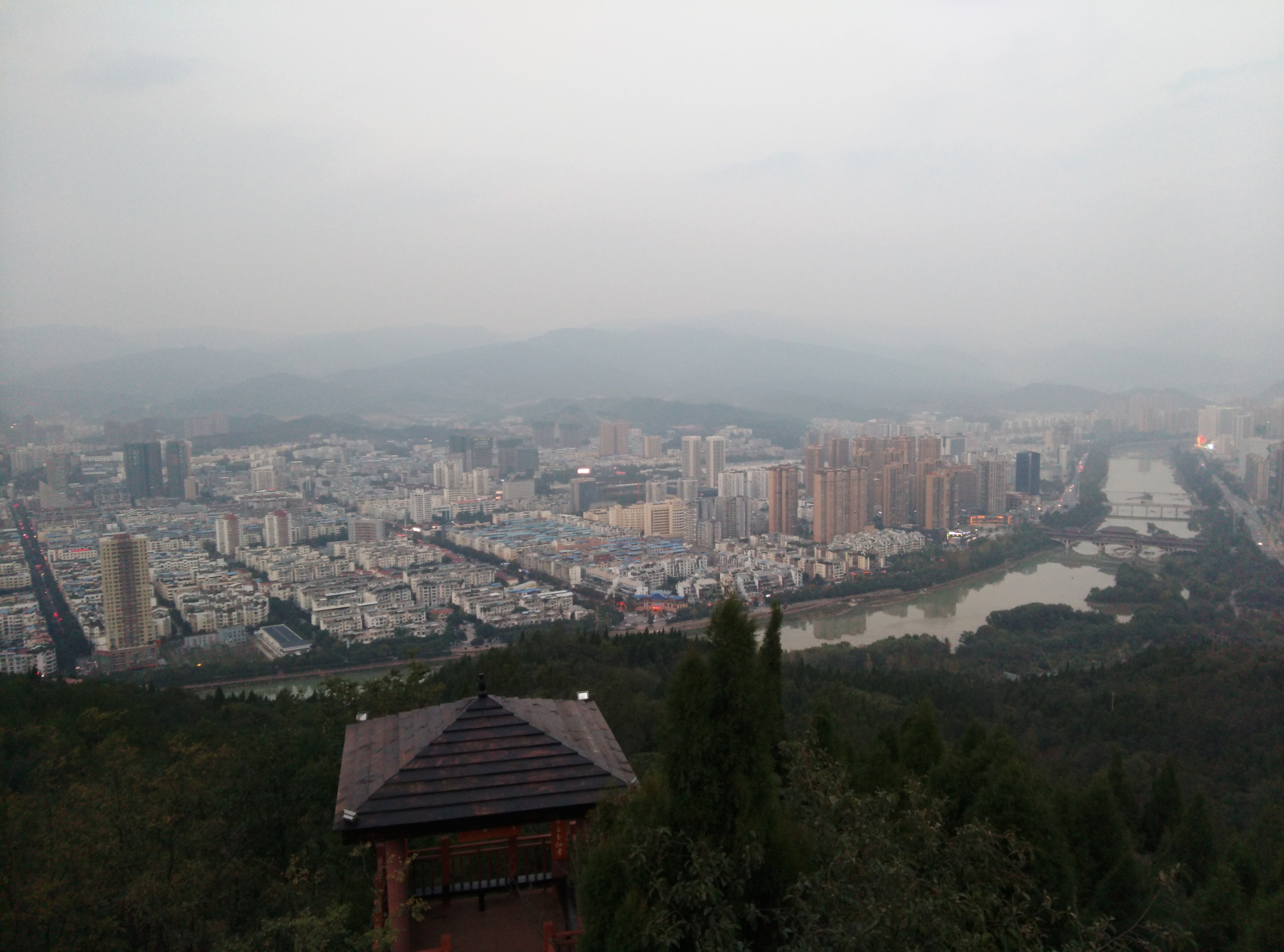

리저우구(한국어: 이주구, 중국어: 利州区, 병음: Lìzhōu Qū)는 중화인민공화국 쓰촨성 광위안 시의 현급 행정구역이다. 넓이는 1482km2이고, 인구는 2007년 기준으로 470,000명이다.

## 기후
연평균 기온은 16.1°C이고 연평균 강수량은 1080mm이다.

## 행정 구역
3개 가도, 7개 진, 3개 향을 관할한다.
- 가도: 东坝街道, 嘉陵街道, 河西街道.
- 진: 荣山镇, 大石镇, 盘龙镇, 宝轮镇, 赤化镇, 三堆镇, 工农镇.
- 향: 白朝乡, 金洞乡, 龙潭乡.